# David Chase
David Chase (rođen 22. kolovoza 1945.) američki je scenrist, redatelj i producent. Chase je na televiziji radio više od 30 godina; producirao je pisao za serije kao što su The Rockford Files, I'll Fly Away i Život na sjeveru. Kreirao je dvije originalne serije; prva, Almost Grown, emitirala se u 10 epizoda 1988. i 1989. Chase je najpoznatiji po svojoj drugoj originalnoj seriji, utjecajnoj i hvaljenoj HBO-ovoj drami Obitelj Soprano, koja se emitirala šest sezona od 1999. do 2007.

## Životopis

### Rani život
Pravim imenom David DeCesare rođen je u obitelji Henryja i Norme DeCesare u Mount Vernonu u New Yorku. Neki izvori navode kako je rođen pod imenom David Del Cesare. Talijanski Amerikanac,  Chase je odrastao u malom stanu u Cliftonu u New Jerseyju i North Caldwellu. Chase je izjavio da je imao mnogo problema sa svojim roditeljima, koji su ga u mladosti kako je on smatrao, ugnjetavali. Odrastao je gledajući kriminalističke filmove te tijekom djetinjstva bio poznat kao vješt pripovjedač. Chase tvrdi kako je njegov otac bio gnjevni čovjek koji ga je kao dijete konstantno tukao remenom, a majka "pasivno-agresivna dramska kraljica" i "nervozna žena koja je dominirala svakom situacijom u kojoj se nalazila, vrlo zahtjevna i uvijek na rubu živaca. Morali ste hodati kao po jajima." Jedan od likova u HBO-ovoj seriji Obitelj Soprano, Livia Soprano temeljen je na njegovoj majci. Chase se kao tinejdžer mučio s kliničkom depresijom. 1964. je maturirao, nakon čega je pohađao Sveučilište Wake Forest u Winston-Salemu u Sjevernoj Karolini, gdje se njegova depresija pogoršala. "Spavao sam 18 sati na dan", izjavio je kasnije Chase. Svoje je probleme opisao kao "ono što će postati poznato kao normalna, mučna klinička depresija. Bilo je užasno." U tom je razdoblju radio i kao bubnjar te gajio aspiracije da bude profesionalni glazbenik. Nakon dvije se godine preselio na Sveučilište New York (NYU), gdje je najavio svoju odluku da se bavi filmom, odluku koju njegovi roditelji nisu dobro primili. Počeo je pohađati Školu filma Sveučilišta Stanford.

### Osobni život
Nakon diplome u New Yorku 1968. Chase se preselio u Kaliforniju i oženio svoju srednjoškolsku simpatiju Denise Kelly.

## Karijera
Prije nego što je kreirao i razvio Obitelj Soprano, Chase je počeo u Hollywoodu kao urednik priča za Kolchak: The Night Stalker, a nakon toga, između ostalih serija, producirao epizode Života na sjeveru i The Rockford Files. Na The Rockford Files je radio i kao scenarist. Osvojio je nekoliko Emmyja, uključujući jedan za priču za televizijski film 1980. Nakon što se The Rockford Files iste godine prestao emitirati, Chase je radio na brojnim televizijskim poslovima sve dok 1993. nije preuzeo Život na sjeveru. Chase je prije Obitelji Soprano uglavnom radio u relativnoj anonimnosti. Kao mladić inspiriran filmom Državni neprijatelj, Chase je osmislio kritički i komercijalno uspješnu seriju koja se uvelike oslanjala na njegov privatni život; lik Livije Soprano oblikovan je prema njegovoj majci. Chase je u intervjuu izjavio kako je dugo vremena bio frustriran nemogućnošću napretka izvan televizijskog žanra.
Njegova prva originalno stvorena serija bila je Almost Grown iz 1988., s Eve Gordon i Timothyjem Dalyjem. Iako su kritičari dobro prihvatili jednosatnu seriju, između studenog 1988. i veljače 1989. prikazano je samo 10 epizoda.

## Obitelj Soprano
30 epizoda Obitelji Soprano pripisano je eksplicitno Chaseu. Međutim, kao kreator serije, voditelj produkcije i glavni scenarist odigrao je glavnu ulogu na svim scenarijima, uključujući produciranje i poliranje završne verzije svakog od scenarija. Režirao je i pilot-epizodu i završnicu serije (za koje je i napisao scenarij). Chase je o kontroverznoj posljednjoj sceni završnice serije rekao: "Nemam namjere objašnjavati, braniti, reinterpretirati ili dodavati onome što već postoji."

### Scenarij
- "Pilot" (epizoda 1.01)
- "46 Long" (epizoda 1.02)
- "College" (epizoda 1.05) (s Jimom Manosom, Jr.)
- "The Legend of Tennessee Moltisanti" (epizoda 1.08) (s Frankom Renzullijem)
- "I Dream of Jeannie Cusamano" (epizoda 1.13)
- "Commendatori" (epizoda 2.04)
- "Funhouse" (epizoda 2.13) (s Toddom A. Kesslerom)
- "Mr. Ruggerio's Neighborhood" (epizoda 3.01)
- "Proshai, Livushka" (epizoda 3.02)
- "University"  (epizoda 3.06)  (priča)
- "Amour Fou"  (epizoda 3.12)  (priča)
- "Army of One" (epizoda 3.13) (s Lawrenceom Konnerom)
- "For All Debts Public and Private" (epizoda 4.01)
- "No Show" (epizoda 4.02) (s Terenceom Winterom)
- "Watching Too Much Television"  (epizoda 4.07)  (priča)
- "Mergers And Acquisitions"  (epizoda 4.08)  (priča)
- "The Strong, Silent Type"  (epizoda 4.10)  (priča)
- "Calling All Cars" (epizoda 4.11) (s Robin Green & Mitchellom Burgessom i Davidom Flebotteom)
- "Whitecaps" (epizoda 4.13) (s Robin Green & Mitchellom Burgessom)
- "Two Tonys" (epizoda 5.01) (s Terenceom Winterom)
- "The Test Dream" (epizoda 5.11) (s Matthewom Weinerom)
- "All Due Respect" (epizoda 5.13) (s Robin Green & Mitchellom Burgessom)
- "Join the Club" (epizoda 6.02)
- "Live Free or Die" (epizoda 6.06) (s Robin Green & Mitchellom Burgessom i Terenceom Winterom)
- "Cold Stones" (epizoda 6.11) (s Diane Frolov & Andrewom Schneiderom)
- "Kaisha" (epizoda 6.12) (s Matthewom Weinerom i Terenceom Winterom)
- "Soprano Home Movies" (epizoda 6.13) (s Diane Frolov & Andrewom Schneiderom i Matthewom Weinerom)
- "Kennedy and Heidi" (epizoda 6.18) (s Matthewom Weinerom)
- "The Blue Comet" (epizoda 6.20) (s Matthewom Weinerom)
- "Made in America" (epizoda 6.21)

### Režija
- "Pilot" (epizoda 1.01)
- "Made in America" (epizoda 6.21)

### Gluma
Chase se pojavio kao čovjek koji sjedi u kafiću i puši cigaretu u Napulju u epizodi druge sezone "Commendatori". Pojavio se i kao putnik u avionu za Italiju u epizodi šeste sezone "Luxury Lounge".

## Nagrade i priznanja

### Pobjede
- 1978. Emmy za najbolju dramsku seriju (The Rockford Files)
- 1980. Emmy za najbolji scenarij kraće serije ili specijala (Off The Minnesota Strip)
- 1999. Zlatni globus za najbolju televizijsku seriju - drama (Obitelj Soprano)
- 1999. Emmy za najbolji scenarij - dramska serija (Obitelj Soprano – "College")
- 2003. Emmy za najbolji scenarij - dramska serija (Obitelj Soprano – "Whitecaps")
- 2004. Emmy za najbolju seriju - drama (Obitelj Soprano)
- 2007. Emmy za najbolju seriju - drama (Obitelj Soprano)
- 2007. Emmy za najbolji scenarij - dramska serija (Obitelj Soprano – "Made in America")

### Nominacije
- 1979. Emmy za najbolju seriju - drama (The Rockford Files)
- 1980. Zlatni globus za najbolju televizijsku seriju - drama (The Rockford Files)
- 1980. Emmy za najbolju seriju - drama (The Rockford Files)
- 1992. Zlatni globus za najbolju televizijsku seriju - drama (I'll Fly Away)
- 1992. Emmy za najbolju seriju - drama (I'll Fly Away)
- 1992. Emmy za najbolji scenarij - dramska serija (I'll Fly Away – "Pilot")
- 1993. Zlatni globus za najbolju televizijsku seriju - drama (I'll Fly Away)
- 1993. Emmy za najbolju seriju - drama (I'll Fly Away)
- 1994. Emmy za najbolju seriju - drama (Život na sjeveru)
- 1999. Emmy za najbolju seriju - drama (Obitelj Soprano)
- 1999. Emmy za najbolji scenarij - dramska serija (Obitelj Soprano – "Pilot")
- 1999. Emmy za najbolju režiju - dramska serija (Obitelj Soprano – "Pilot")
- 2000. Emmy za najbolju seriju - drama (Obitelj Soprano)
- 2001. Zlatni globus za najbolju televizijsku seriju - drama (Obitelj Soprano)
- 2001. Emmy za najbolji scenarij - dramska serija (Obitelj Soprano – "Funhouse")
- 2001. Emmy za najbolju seriju - drama (Obitelj Soprano)
- 2001. Emmy za najbolji scenarij - dramska serija (Obitelj Soprano – "Amour Fou")
- 2002. Zlatni globus za najbolju televizijsku seriju - drama (Obitelj Soprano)
- 2003. Emmy za najbolju seriju - drama (Obitelj Soprano)
- 2004. Zlatni globus za najbolju televizijsku seriju - drama (Obitelj Soprano)
- 2006. Emmy za najbolju seriju - drama (Obitelj Soprano)
- 2007. Emmy za najbolji scenarij - dramska serija (Obitelj Soprano – "Kennedy and Heidi")

## Vanjske poveznice
- Profil Davida Chasea na HBO.com  Arhivirana inačica izvorne stranice od 19. veljače 2012. (Wayback Machine)
- David Chase u internetskoj bazi filmova IMDb-u (engl.)